# الجمعية الأوروبية لعلم العقاقير السريري والعلاجيات
الجمعية الأوروبية لطب الأطفال والعناية المركزة لحديثي الولادة (ESPNIC) هي جمعية طبية تشمل بلدان أوروبا حيث تعمل على تعزيز طب الأطفال والعناية المركزة لـحديثي الولادة بين متخصصي الرعاية الطبية وخاصة الأطباء والممرضات العاملين في المجال.

## المهمة
الجمعية الأوروبية لطب الأطفال والعناية المركزة لحديثي الولادة متخصصة في تعزيز «تقديم أعلى جودة من الرعاية للأطفال المصابين بمرض خطير في أوروبا» 

## التاريخ
تم تأسيس الجمعية الأوروبية لطب الأطفال والعناية المركزة لحديثي الولادة خلال مؤتمر عام 1980 حول طب الأطفال في برشلونة، إسبانيا على يد مجموعة من الأطباء الحاضرين بالمؤتمر. فقرروا عقد لقاء سنوي لمناقشة قضايا العناية المركزة لـطب الأطفال. وقد اتخذت المجموعة اسم «جمعية العناية المركزة لطب الأطفال». في عام 1987، تم تأسيس مجموعة عمل التمريض التابعة لجمعية العناية المركزة لطب الأطفال والتي تم نقلها إلى فرع مستقل من الجمعية في عام 1994. وفي عام 1998 تم تغيير اسم الجمعية ليصبح الجمعية الأوروبية لطب الأطفال والعناية المركزة لحديثي الولادة بناء على إدراك أهمية ممرضات وأطباء العناية المركزة لـحديثي الولادة لدى المنظمة. وبحلول عام 2010، أصبح بالجمعية الأوروبية لطب الأطفال والعناية المركزة لحديثي الولادة 700 عضو من 30 دولة أوروبية و16 دولة من خارج أوروبا 

## الأنشطة
تنظم الجمعية الأوروبية لطب الأطفال والعناية المركزة لحديثي الولادة مؤتمرًا سنويًا لتقديم أحدث التطورات التكنولوجية في مجال طب الأطفال والعناية المركزة لحديثي الولادة وتعقد منتدى لـمتخصصي الرعاية الطبية لمناقشة جهودهم البحثية. وينعقد المؤتمر في مكان أوروبي مختلف كل عام. وفي السنوات الزوجية، يتشارك في استضافة المؤتمر الجمعية الأوروبية لطب الأطفال والعناية المركزة لحديثي الولادة والأكاديمية الأوروبية لطب الأطفال والجمعية الأوروبية لأبحاث طب الأطفال. وفي السنوات الفردية، تستضيف الجمعية الأوروبية لطب الأطفال والعناية المركزة لحديثي الولادة المؤتمرات بمفردها. سيعقد مؤتمر 2011 في نوفمبر في هانوفر، ألمانيا.
وكذلك تحتفظ الجمعية الأوروبية لطب الأطفال والعناية المركزة لحديثي الولادة بسجل يتضمن وحدات العناية المركزة لحديثي الولادة (PICUs) ووحدات العناية المركزة لحديثي الولادة (NICUs) عبر أوروبا على موقعها الإليكتروني. فيتضمن السجل أهم وحدات العناية المركزة لحديثي الولادة في دول أوروبا السبعة عشرة بالإضافة إلى كندا وإسرائيل جنوب أفريقيا وتركيا.
كما أن المجلة المتخصصة الرسمية التابعة للجمعية الأوروبية لطب الأطفال والعناية المركزة لحديثي الولادة هي مجلة طب العناية المركزة  (Intensive Care Medicine). وتعتبر مجلة طب العناية المركزة المجلة المتخصصة الرسمية للجمعية الأوروبية لطب العناية المركزة. وعامل التأثيرات الخاص بها هو 5.168. وتحتوي المجلة على تقارير حول الأبحاث الأصلية واستعراضات لحالة المجال ومناقشات ومراسلات ومقالات تعليمية حول موضوعات مختلفة.

## الحوكمة
تتكون اللجنة التنفيذية للجمعية الأوروبية لطب الأطفال والعناية المركزة لحديثي الولادة من الأعضاء التالين:
- جان هازلزت، الرئيس الطبي، مستشفى صوفيا للأطفال، هولندا
- بيتر ريمنسبرج، الرئيس الطبي المنتخب، المستشفى الجامعي بجنيف، سويسرا
- أجنيس فان دن هوجين، رئيس التمريض، مستشفى وليامينا للأطفال، هولندا
- أوديل فراونفيلدر، رئيس التمريض المنتخب، مستشفى صوفيا للأطفال، هولندا
- جو بيرلي، السكرتير، مستشفى جريت أرموند ستريت، المملكة المتحدة
- بوكرد سيما، أمين الصندوق، مستشفى جامعة فليدكيرش التعليمية، النمسا
- ديك تبويل، رئيس اللجنة العلمية، جامعة صوفيا للأطفال، هولندا
- إدواردو كالدريني، رئيس لجنة التنمية المهنية، مستشفى ماجيوري، إيطاليا

## وصلات خارجية
- ESPNIC website
- The Journal Intensive Care Medicine
- 22nd ESPNIC Medical & Nursing Annual Congress 2011
- ESPNIC Social Networking Pages